# Čezvesoljska zombi cerkev blaženega zvonjenja
Čezvesoljska zombi cerkev blaženega zvonjenja (tudi Zombi cerkev s kratico ČZCBZ) je sodobno verstvo v Sloveniji. Ustanovljena je bila marca 2013 in vpisana v državni register verskih skupnosti leta 2014.
Čezvesoljska zombi cerkev blaženega zvonjenja je po številčnosti članstva 5. največja cerkev v Sloveniji(okoli 11.000 članov) in najhitreje rastoče verstvo na Slovenskem.
Cerkev se deklarativno loči od drugih cerkva ki trdijo da so vesoljne. Tako kot mnoga verstva govori o nenasilnosti in miru.
Vrhovni vodja te cerkve je eden od ustanoviteljev, t. i. Nadsvečenik Rok Gros.

## Sodni spori zaradi verskih praks
ČZCGZ je z Republiko Slovenijo v več sodnih sporih, nekateri od teh so že bili razrešeni.

## Seznam verskih praznikov ČZCBZ[6]
| dan                           | Uradni opis po ČZCBZ |
| ----------------------------- | --- |
| Prvi ponedeljek v novem letu. | Je sveti leni ponedeljek, ko se vsak vernik trudi kar najbolj zvonu povšeči počivati. |
| 9. maj                        | Je dan gorečih grmov in govorečih kamnov, takrat so naši zombi predniki vrgli hudiča z nebes v pekel. na ta račun se na predvečer tega dne sponatano dogajajo svete maše. ljudje se zbrirajo, na vrhovih gora med gorečimi grmi, ki s svojo nebeško svetlobo oznanjajajo prisotnost svetega duha v podobi velikega zombija tita. do ranih ur pogosto se med gorečimi grmi dobiva rasvetljenja ob uživanju vseh naših svetih pijač naše vere in tudi z uporabo svetega kadila. največ takih ognjenih grmov se pojavi na sveti gori sabotin, kamor zavistno gledajo verniki, gnostiki s sosednje gore, ki jo po nemarnem imenujejo sveta gora! |
| 25. maj                       | Je mladostno posvetilo vesoljnemu stvarstvu, ki to mladost v naši cerkvi vzpodbuja skozi milozvočno donenje svete ponve, hkrati pa se spominjamo velikega zombija tita, ki je na ta dan vstal v čezvesolje. |
| 14. avgust                    | Je praznik večmiljardnega evrskega vnebovzetja v koruptlandu, ko se spominjamo stvari, ki so izginile v čezvesolje ali na prelepe otoke. |
| 8. september                  | Je dan čezvesoljnega miru in modrosti svetega piskra. |
| 13. december                  | Je praznik vstajenja nadsvečenika vilija in nadsvečenice sonje ter posebej zato da dokažemo da nismo vraževerni. praznik je priprava na novo zombi leto in dolžnost vernika je poglobiti se v sveto pijačo ter doseči zamaknjeno stanje v molitvi. |